# إل3 تكنولوجيز
إل3 تكنولوجيز (بالإنجليزية: L3 Technologies)‏، والمعروفة سابقا باسم إل3 كومونيكيشونز هولدينغز (بالإنجليزية: L-3 Communications Holdings)‏، هي شركة أمريكية، يقع مقرها الرئيسي في موراي هيل، مانهاتن، مدينة نيويورك. تقوم بتوفير أنظمة التحكم والسيطرة والاتصالات والاستخبارات والمراقبة والاستطلاع (C3ISR) ومنتجات إلكترونيات الطيران، ومنتجات المحيطات وأجهزة التدريب والخدمات وأجهزة ومنتجات الفضاء والملاحة. وتشمل قائمة زبائنها وزارة الدفاع، وزارة الأمن الداخلي، وكالات المخابرات الحكومية الأمريكية، ناسا، ومقاولين والعملاء التجاريين العاملين في مجال صناعة الفضاء والاتصالات اللاسلكية. 

## روابط خارجية
- الموقع الرسمي